# Rafael Amor
Rafael Amor (Buenos Aires, 5 de noviembre de 1948 - Lanús, 23 de diciembre del 2019) fue un cantautor y poeta argentino de más de cincuenta años de trayectoria. Algunas de sus canciones fueron reversionadas por artistas de la talla de Mercedes Sosa (Corazón libre), José Larralde, Alberto Cortez y Facundo Cabral.
Se consideraba un juglar, cantor nacional. Su obra se caracterizó por la denuncia social y la reivindicación de los sectores populares.

## Primeros años y carrera
Nació en el barrio de Belgrano, en la ciudad de Buenos Aires. Era hijo de María Toraño, una artesana bordadora, y de Francisco Amor, un cantor que formó parte de la orquesta de Canaro.
En 1966 conoció a Edgardo Parrondo, Carlos Gándara y Néstor Vilardell. Entre los cuatro formaron Los Norteños, un grupo folklórico que recorrió las peñas de Buenos Aires y alrededores. Cantaron en festivales y junto a cantantes reconocidos, hasta su mudanza a Madrid en 1974, donde continuó su carrera.
En España alcanzó popularidad con temas como No me llames extranjero, que fue especialmente apreciado por los exiliados hispanoamericanos. En sus últimas décadas alternó su residencia entre Argentina y España, donde se había establecido en Riocorvo, una localidad del municipio de Cartes, en Cantabria.

## Fallecimiento
Falleció a los 71 años en su casa de la localidad bonaerense de Lanús, en la Zona Sur del Gran Buenos Aires, a causa de un infarto. Se encontraba activo en su carrera musical. Había dado un recital en Buenos Aires poco antes y planeaba volver a Cantabria en marzo.